# Philodina antarctica
Philodina antarctica är en hjuldjursart som beskrevs av Murray 1910. Philodina antarctica ingår i släktet Philodina och familjen Philodinidae. Inga underarter finns listade i Catalogue of Life.